# 日經虎之門別館
日經虎之門別館（日语：日経虎ノ門別館、にっけいとらのもんべっかん）是位於日本東京都港區虎之門的一座建築。這座建築舊名日經電波會館（日経電波会館），曾是東京電視台在1985年至2016年的總部。

## 歷史
東京電視台的前身東京12頻道在開播時總部位於東京塔攝影棚:57。然而隨著業務量的增加，東京塔攝影棚的空間逐漸不敷使用，以至於部分業務不得不另尋外界大樓辦公。1983年1月4日，時任東京電視台社長中川順在新年集會上宣布東京電視台將修建新總部:14。1983年9月1日，中川順宣布東京電視台將參與森大廈主導的城山花園開發計劃，而新總部也位於開發區域內的虎之門4丁目3番地:80。
新總部的設計方案多達17個方案，最初的有力方案是在地上修建4層建築，收納辦公部分機能；地下修建4層，收納攝影棚機能，但在1984年1月基本確定為現在的設計:15。東京電視台還積極從員工徵求新總部設計建議，獲得來自127人的405份提案。如總部內設置「東京沙龍」（東京サロン）、設立咖啡廳等決定都是來自員工提議:80。
1984年4月12日，在東京電視台開播20週年之際，日經電波會館舉辦地鎮祭；同年6月6日舉辦開工儀式（實際自6月1日開始施工）:15。1985年4月5日，日經電波會館外觀工程基本完成，舉辦上棟儀式:16。同年11月25日，日經電波會館舉辦竣工儀式:17。1985年11月14日開始，東京電視台各部門陸續開始遷入日經電波會館:18。同年12月12日，東京電視台正式開始從日經電波會館播出節目:18；同一天，東京電視台在東京大倉飯店舉辦新總部竣工宴會，有各界貴賓超過1,700人參加:82。此後，東京電視台的開、收播片段的首尾，分別以日經電波會館的日、夜景為背景，直至1998年為止。
2016年11月7日，東京電視台遷入住友不動產六本木Grand大廈，日經電波會館結束了其作為東京電視台總部的任務，改名為日經虎之門別館。現在同為日經集團企業的日經BP使用日經虎之門別館作為其總部。但東京電視台仍然使用日經虎之門別館內的兩個攝影棚，稱為神谷町攝影棚。此外東京電視台音樂、東京電視台製作等東京電視台的子公司也在日經虎之門別館辦公。

## 概要
日經虎之門別館由清水建設修建，大樓地下有1層，地上有10層，另設有塔樓1層:81。大樓佔地面積3169.96平方公尺，總樓面面積18373.78平方公尺，高64.8米:16。
在竣工之初，日經電波會館設有4個攝影棚。第1攝影棚面積650平方公尺，攝影器械由東芝和池上通信機生產:171。第2攝影棚面積430平方公尺，攝影器械均由池上通信機生產:171。第3攝影棚面積230平方公尺，攝影器械由索尼和池上通信機生產:171。這三座攝影棚都是在1985年12月啟用:171。第4攝影棚面積115公尺，是唯一在1991年1月啟用的攝影棚，攝影器械均由東芝生產:171。四個攝影棚均位於建築的低層部分:16。建築的地下部分設有停車場和倉庫:17。辦公部門則位於高層部分，員工食堂位於9層，社長室位於10層:17。
東京電視台遷出之後，日經虎之門別館內部進行了全面翻新，由三菱地所設計施工。